# Méthodes d'investigation des interactions protéine–protéine
Il existe de nombreuses méthodes d'investigation des interactions protéine–protéine. Chaque méthode a ses avantages et ses inconvénients, en particulier pour ce qui concerne la sensibilité et la spécificité. Une haute sensibilité signifie que beaucoup des interactions qui existent seront détectées, alors qu'une haute spécificité veut dire que la plupart des interactions détectées existent vraiment.

## Méthodes biochimiques
- La co-immunoprécipitation est la méthode de choix d'analyse des interactions protéine-protéine, en particulier quand elle est conduite avec des protéines endogènes. La protéine à étudier est isolée avec un anticorps spécifique. Les différents acteurs de l'interaction qui sont accrochés à cette protéine sont ensuite identifiés par transfert de protéines (Western blot)[1]. Les interactions détectées de cette manière sont considérées comme étant vraies. Cependant cette méthode ne peut être utilisée que pour vérifier des éléments dont on suppose déjà la présence ; elle ne permet donc pas le criblage. Il faut également noter que l'immunoprécipitation révèle à la fois des interactions directes et indirectes. Donc, un résultat positif indique que deux protéines interagissent directement ou par l'intermédiaire de un ou plusieurs pontages moléculaires. Ceci inclut des pontages de protéines, d'acides nucléiques (ADN ou ARN), ou d'autres molécules.
- La bimolecular fluorescence complementation[2] (BiFC) est une nouvelle technique d'observation des interactions protéiques. En association avec d'autres techniques récentes, cette méthode peut être utilisée pour le criblage des interactions protéine-protéine et de leurs régulateurs[3], DERB[4],[5].
- L'électrophorèse par affinité[6] (affinity electrophoresis) est employée pour l'estimation des constantes d'association, comme l'électrophorèse par affinité de la lectine ou la description de molécules avec des caractéristiques particulières comme le glycane ou encore le couplage des ligands.
- Les analyses pull-down (pull-down assays) sont une variation classique de l'immunoprécipitation et de l'immunoélectrophorèse et sont utilisées de la même façon quoique cette approche se prête mieux à un premier tri pour les interactions protéiques.
- Le label transfert peut être employé pour le criblage ou la confirmation d'interactions protéiques et peut fournir des informations sur l'interface sur laquelle les interactions ont lieu. Le label transfert peut aussi détecter des interactions faibles ou transitoires qu'il serait difficile d'obtenir en utilisant une autre stratégie in vitro. Au cours d'un label transfert une protéine connue est marquée avec un marqueur détectable. Le marqueur est ensuite transféré sur une protéine de l'interaction qui peut alors être identifiée grâce à lui.
- Le double hybride permet d'observer l'interaction entre des protéines hybrides. Cette méthode permet d'identifier les éléments associés à une protéine de manière impartiale.
- Le phage display est une technique de laboratoire qui permet d'étudier les interactions protéine-protéine, protéine-peptide et protéine-ADN en utilisant des bactériophages pour rattacher les protéines aux informations génétiques qui les encodent. Le phage display est utilisé pour le criblage à haut débit.
- La réticulation in-vivo de complexes protéiques, utilisant des analogues artificiels d'acides aminés naturels pour la réticulation de ces complexes, a été présentée en 2005 par les chercheurs de l'institut Max Planck[7]. Avec cette technique, les cellules sont cultivées avec de la diazirine, analogue de la leucine et de la méthionine, qui est incorporée aux protéines. Les diazirines sont activées sous la lumière ultraviolette et se lient aux protéines interactives qui se trouvent à l'intérieur de quelques ångströms d'analogue de l'acide aminé photosensible.
- La méthode TAP (pour Tandem affinity purification) permet l'identification à haut débit des interactions protéiques. Par opposition à l'approche du double-hybride, la précision de la méthode peut soutenir la comparaison avec celles des expérimentations à petite échelle[8] et les interactions sont détectées dans le bon environnement cellulaire comme dans le cas de la co-immunoprécipitation. Cependant, la méthode TAP nécessite deux purifications successives des protéines et, par conséquent, ne peut pas détecter les interactions protéine-protéine transitoires. Récemment des expérimentations par la méthode TAP ont été conduites sur tout le génome par Krogan et al. et Gavin et al. permettant de mettre à jour les données sur les levures[9],[10].
- La réticulation chimique est souvent employée pour « fixer » les interactions protéiques en place avant d'essayer d'isoler/identifier les protéines qui interagissent.
- La réticulation chimique, suivie d'une spectrométrie de masse par désorption-ionisation laser assistée par matrice, peut être utilisée pour analyser des interactions protéiques en place avant d'essayer d'isoler/identifier les protéines qui interagissent. Cette méthode détecte des interactions parmi des protéines non marquées et est disponible chez CovalX (en)[11].
- La SPINE[12] (Strepprotein interaction experiment) qui utilise une combinaison de réticulations réversibles avec du méthanal et l'incorporation d'un marqueur d'affinité pour détecter in vivo les acteurs de l'interaction.
- La QUICK (Quantitative immunoprecipitation combined with knock-down) se fonde sur la co-immunoprécipitation, la spectrométrie de masse quantitative SILAC (Stable isotope labeling by amino acids in cell culture) et l'interférence par ARN. Cette méthode détecte des interactions parmi des protéines endogènes non marquées[13]. Cette technique est donc autant digne de confiance que la co-immunoprécipitation, bien qu'elle dépende de la disponibilité des anticorps convenables.
- La PLA (Proximity ligation assay) in situ est une méthode immunohistochimique utilisant des sondes pour la détection des protéines, pour les interactions protéiques et les modifications. Chaque sonde PLA est fournie avec un court fragment d'ADN qui lui est attaché et lié soit avec les espèces spécifiques d'anticorps primaires, soit consiste en des anticorps primaires à ADN marqué directement[14],[15]. Lorsque les sondes PLA sont très proches, les fragments d'ADN peuvent interagir par l'addition ultérieure de deux autres oligonucléotides d'ADN. Après l'assemblage des deux oligonucléotides par ligature enzymatique, elles sont amplifiées à l'aide d'une polymérase. Après la réaction d'amplification, plusieurs centaines de réplications du cercle d'ADN ont eu lieu et des sondes complémentaires d'oligonucléotide avec un fluorophore ou une enzyme marquée mettent le produit en évidence. La forte concentration de la fluorescence ou du signal chromogénique dans chaque molécule particulière du produit amplifié est facilement visible comme une tache brillante distincte sous le microscope à fluorescence ou sous un microscope standard à champ clair.

## Méthodes biophysiques et théoriques
- La Bio-Layer Interferometry est une technique sans marqueurs pour mesurer les interactions biomoléculaires[16],[17] protéine-protéine ou protéine-molécule de petite dimension. C'est une technique analytique optique qui analyse la configuration des interférences d'une lumière blanche réfléchie par deux surfaces : une couche de protéine immobilisée sur la pointe d'un biocapteur et une couche de référence interne. Chaque changement du nombre de molécules liées au biocapteur crée un décalage dans la configuration des interférences qui peut être mesuré en temps réel et fournit des indications détaillées sur la cinétique de l'association-dissociation des deux molécules aussi bien que sur la constante d'affinité de l'interaction protéique (ka, kd et KD). En raison de la configuration du capteur la technique se prête particulièrement bien à l'étude d'échantillons purifiés ou bruts aussi bien qu'au criblage à haut débit. La méthode de détection peut également être utilisée pour déterminer la concentration molaire des échantillons à analyser. La bio-layer interferometry a été mise au point par les fondateurs de la société ForteBio qui fabrique du matériel de laboratoire pour l'analyse.
- La dual polarisation interferometry (interférométrie par double polarisation) ou DPI[18], peut être employée pour mesurer les interactions protéine-protéine. La DPI autorise des mesures en haute résolution de la taille moléculaire, de la densité et de la masse en temps réel. Comme le marquage n'est pas nécessaire, un des types de protéine peut être immobilisé sur la surface d'un guide d'ondes. On peut également faire des mesures quantitatives de la cinétique et de l'affinité en cours d'interaction, aussi bien que des changements configurationnels.
- La diffusion statique de la lumière[19] (SLS) mesure les variations de la diffusion Rayleigh des complexes protéiques en solution et peut également caractériser de façon non destructive les interactions faibles et fortes sans marquage ou immobilisation de la protéine. La mesure consiste à mélanger une série d'aliquotes de différentes concentrations ou compositions avec l'analyte, de mesurer les variations de la diffusion de la lumière résultant de l'interaction et de faire correspondre les variations de diffusion avec la concentration à un modèle de référence. Les interactions faibles, non spécifiques, sont généralement caractérisées par le second coefficient du viriel. Ce type d'analyse peut déterminer l'équilibre de la constante d'association pour des associations de complexes[20].
- La diffusion dynamique de la lumière (DLS) calcule les fluctuations par rapport au temps de l'intensité de lumière diffusée pour obtenir les rayons hydrodynamiques de particules en solution. Le rayon hydrodynamique est le rayon d'une sphère théorique qui aurait le même coefficient de diffusion que la particule considérée. Quand les protéines s'associent, le rayon hydrodynamique moyen de la solution augmente. L'application de la méthode de la variation continue (Job plot) avec le rayon hydrodynamique de la solution comme variable observable permet de déterminer in vitro la constante de dissociation Kd, la stœchiométrie du complexe, le rayon hydrodynamique du complexe et les ΔH° et ΔS° des interactions protéine-protéine[21]. Cette méthode ne nécessite ni immobilisation, ni marquage. Les interactions faibles et transitoires peuvent être caractérisées. Par rapport à la diffusion statique de la lumière, la DLS est insensible à la lumière d'ambiance provenant des murs entre lesquels se trouve la structure. Cette insensibilité permet des mesures DLS de volumes à partir de 1 µL sur des plaques microtitres de 1536 échantillons, et des exigences moindres dans le domaine des concentrations femtomolaires. Cette technique convient également à des criblages des composants tampons et/ou de petites molécules d'inhibiteur/effecteur.
- La résonance plasmon de surface (SPR) est la technique sans marqueur la plus employée pour la mesure des interactions biomoléculaires. Dans le cadre de la SPR, on mesure la variation de l'indice de réfraction de la lumière réfléchie par une surface métallique (le « biocapteur »). La fixation de biomolécules sur l'autre face de cette surface conduit à une variation de l'indice de réfraction qui est proportionnelle à la masse ajoutée à la surface du capteur. Dans une application classique, une molécule qui doit se fixer (le « ligand », souvent une protéine) est immobilisée sur le biocapteur et une solution avec des molécules potentiellement susceptibles de se lier (l'« analyte ») est dirigée vers cette surface. L’accumulation de l'analyte au cours du temps permet de mesurer les taux d'association (kon) et de dissociation (koff), ainsi que la constante de dissociation (kd) et, pour certaines applications, les concentrations actives d'analyte[22]. Plusieurs distributeurs différents proposent du matériel utilisant la SPR. Le plus connu est le Biacore qui a également été le premier à être commercialisé.
- La polarisation/anisotropie de fluorescence peut être employée pour mesurer des interactions protéine–protéine ou protéine–ligand. Généralement une molécule susceptible de se lier est marquée avec une sonde fluorescente (encore que parfois on utilise une protéine présentant la fluorescence intrinsèque du tryptophane) et l'échantillon est excité par la lumière polarisée. L'augmentation de la polarisation de la fluorescence au moment de la liaison de la protéine marquée avec sa molécule associée dans la liaison peut être utilisée pour mesurer l'affinité de la liaison.
- Avec la spectroscopie de corrélation de fluorescence, une protéine est marquée par une couleur fluorescente et l'autre n'est pas marquée. Les deux protéines sont mélangées et le système fournit les proportions de protéines marquées liées et non liées à l'autre protéine, ceci permet d'obtenir une valeur de Kd et de l'affinité de l'association. On peut aussi faire plusieurs mesures dans le temps pour connaitre la cinétique de l'association. Cette méthode permet également de connaître la taille des complexes formés et d'en déduire la stœchiométrie de l'association. La spectroscopie de corrélation croisée de fluorescence est une méthode plus puissante qui utilise le double marquage et la corrélation croisée qui a été rendue possible par une importante amélioration du rapport signal sur bruit. De plus, l'excitation de deux ou trois photons élimine pratiquement les effets de photoblanchiment et autorise des enregistrements de données ultrarapides.
- Le transfert d'énergie entre molécules fluorescentes (FRET) est une méthode classique lorsqu'on observe les interactions entre uniquement deux protéines différentes[23].
- La détermination de l'activité protéique par la mesure de la relaxation polynucléaire en résonance magnétique nucléaire (RMN) ou en spectroscopie RMN 2D-FT en solution associée à l'analyse régressive non linéaire de la relaxation RMN ou de bases de données de spectroscopie 2D-FT. Alors que le concept de l'activité de l'eau est largement connu et utilisé en biologie appliquée, son complémentaire — l'activité protéique qui quantifie les interactions protéine-protéine — est beaucoup moins familier aux scientifiques des sciences biologiques car elle est plus délicate à déterminer dans les solutions diluées de protéines. L'activité protéique est également plus difficile à déterminer pour des solutions concentrées de protéines où l’agrégation des protéines, pas seulement l'association de protéines transitoires, est souvent le processus dominant[24].
- Liaisons protéine-protéine. La prévision des interactions protéine-protéine fondée uniquement sur la structure tridimensionnelle des protéines, obtenue à partir de la diffraction d'un cristal par les rayons X, ne devrait pas donner des résultats satisfaisants[25],[26].
- La titration calorimétrique isotherme (ITC pour l'anglais Isothermal Titration Calorimetry) est considérée comme la meilleure méthode quantitative pour mesurer les propriétés thermodynamiques des interactions protéine-protéine et devient un outil indispensable pour les études structurelles des complexes protéine-protéine. Cette technique repose sur la mesure précise des changements de température qui accompagnent les interactions protéine-protéine en solution, sans devoir faire appel à un marqueur ou immobiliser les acteurs des liaisons, puisque la quantité de chaleur produite ou absorbée est une propriété intrinsèque de pratiquement toutes les réactions biochimiques. L'ITC fournit des informations sur la stœchiométrie, l’enthalpie, l’entropie et la dynamique des liaisons entre deux protéines en interaction[27].
- La thermophorèse à micro-échelle (MST pour l'anglais Microscale Thermophoresis) est une méthode récente qui permet l'analyse quantitative d'interactions moléculaires en solution à l'échelle du microlitre. La technique est fondée sur la thermophorèse de molécules et fournit des indications sur la taille de la molécule, sa charge et l'hydratation de son enveloppe. Étant donné qu'au moins un de ces paramètres est affecté de façon spécifique par la liaison, la méthode peut être utilisée pour toutes les formes d'interaction biomoléculaire ainsi que leur modification. La technique est efficace aussi bien avec les tampons classiques qu'avec les liquides biologiques comme le sang ou les lysats cellulaires. C'est une méthode applicable en solution libre qui ne nécessite pas la fixation des acteurs de la liaison. La MST fournit des indications sur l'affinité des liaisons, la stœchiométrie, le comportement et l'enthalpie de deux ou plusieurs protéines en interaction[28],[29].